# Генріх Кіслінг
Генріх Кіслінг (нім. Heinrich Kiesling; 31 травня 1909, Греппендорф, Німецька імперія — 18 червня 1944, Вітебськ, БРСР) — німецький офіцер, оберст вермахту. Кавалер Лицарського хреста Залізного хреста з дубовим листям.

## Біографія
В 1930 році вступив на службу в 10-й піхотний полк. З 1938 року викладав у військовому училищі в Дрездені. Під час Французької кампанії командував батальйоном 192-го піхотного полку 56-ї піхотної дивізії. З червня 1941 року брав участь в Німецько-радянській війні. З квітня 1942 року — командир 3-го батальйону 768-го піхотного полку 377-ї піхотної дивізії, дислокованої у Франції. В червні 1942 року дивізія була перекинута на Східний фронт. Брав участь у важких боях під Воронежем, де його дивізія в травні 1943 року була практично повністю знищена. З вересня 1943 року — командир 529-го гренадерського полку 299-ї піхотної дивізії. Зник безвісти.

## Звання
- Лейтенант (1933)
- Оберстлейтенант (7 листопада 1943)
- Оберст (1 квітня 1944)

## Нагороди
- Медаль «За вислугу років у Вермахті» 4-го класу (4 роки)
- Залізний хрест
  - 2-го класу (16 травня 1940)
  - 1-го класу (26 липня 1940)
- Штурмовий піхотний знак в сріблі
- Медаль «За зимову кампанію на Сході 1941/42» (18 серпня 1942)
- Лицарський хрест Залізного хреста з дубовим листям
  - лицарський хрест (10 червня 1943)
  - дубове листя (№ 321; 7 листопада 1943)
- Відзначений у Вермахтберіхт (13 лютого 1944)